# Jewsei Grigorjewitsch Liberman

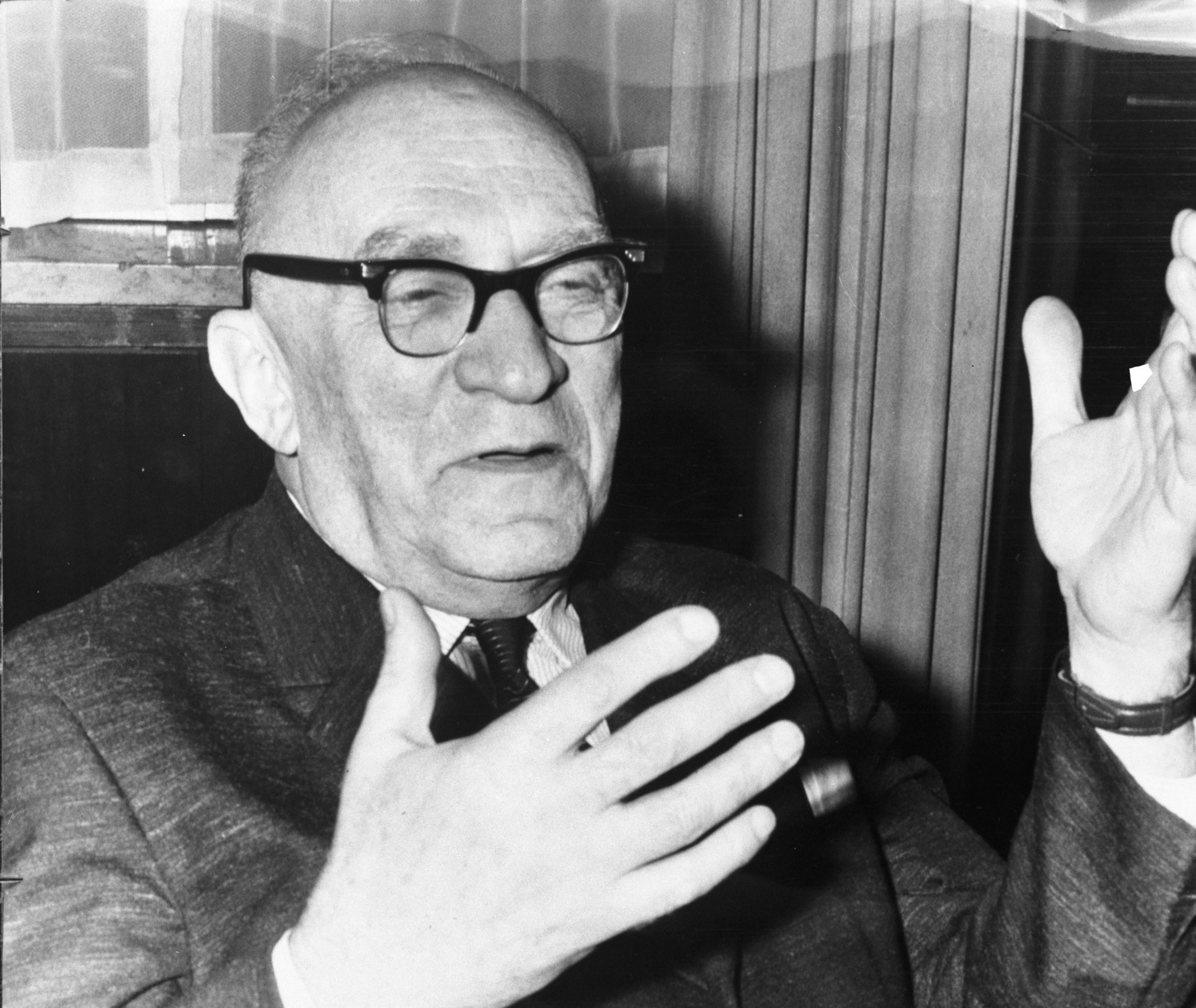
Jewsei Grigorjewitsch Liberman, 1967

Jewsei Grigorjewitsch Liberman (Russisch: Евсей Григорьевич Либерман [jɪfˈsʲej ɡrʲɪˈɡɔrʲjɪvʲɪʧʲ lʲɪbʲɪrˈman], Ukrainisch: Овсій Григорович Ліберман; * 2. Dezember 1897 in Slawuta in der Oblast Chmelnyzkyj; † 11. November 1981 in Charkow) war ein sowjetischer Ökonom, der vor allem für seine theoretische Vorarbeit für die Wirtschaftsreformen von 1965 bekannt wurde.

## Leben
Liberman stammt aus der Familie eines Forstbeamten. Nach Abschluss des Gymnasiums im Jahr 1915 studierte er bis 1920 an der juristischen Fakultät der Kaiserlichen Universität des Hl. Wladimir.
Von 1920 bis 1923 arbeitete Liberman als Beamter der Ukrainischen Sozialistischen Sowjetrepublik. Im Jahr 1923 wurde er zunächst Praktikant am Institut für Arbeit des Volkskommissariats der Arbeiter- und Bauerninspektion in Charkow und leitete schließlich das Labor für Produktionsberechnung und -analyse. Ab 1930 unterrichtete er an einem Institut für Ökonomie in Charkow und leitete die Abteilung des Instituts für Organisation und Planung der Maschinenbauindustrie.
Von 1947 bis in die 50er Jahre leitete Liberman ein Kollektiv von Wirtschaftswissenschaftlern, das mit der Planung der Maschinenbauindustrie in und um Charkow beschäftigt war.
Auf der Grundlage dieser Studien entwickelte Liberman Vorschläge zur Reform der ökonomischen Mechanismen der sozialistischen Industrie, die er dem ZK der KPdSU vorlegte und die am 9. September 1962 in der Prawda unter dem Titel План, прибыль, премия veröffentlicht wurden. Seine Vorschläge liefen auf die Integration kapitalistischer Mechanismen wie die Motivation durch Profit in die Planwirtschaft hinaus. Er war aktiv an der Diskussion und Ausarbeitung der sowjetischen Wirtschaftsreformen von 1965 beteiligt. Seine Vorstellungen beeinflussten auch die Wirtschaftspolitik der DDR.
In späteren Jahren war Liberman Professor für Statistik und Wirtschaftsmathematik an der Staatlichen A.-M.-Gorki-Universität in Charkow.

## Werke
- (gemeinsam mit Je. O. Schatan): О методах учета производительности труда и эффективности рационализации (1929).
- Пути повышения рентабельности социалистических предприятий (Dissertation, 1956).
- Планирование промышленного производства и материальные стимулы его развития. In: Коммунист 10 (1956).
- Об экономических рычагах выполнения плана промышленностью СССР. In: Коммунист 1 (1959).
- План, прибыль, премия. In: Правда, 9. September 1962.
- Экономические методы эффективности общественного производства (1970); Deutsche Übersetzungen: Ökonomische Methoden zur Effektivitätssteigerung der gesellschaftlichen Produktion (aus dem Russischen von Klaus-Dieter Goll; Berlin, Akademie-Verlag 1973); Methoden der Wirtschaftslenkung im Sozialismus. Ein Versuch über die Stimulierung der gesellschaftlichen Produktion (aus dem Russischen von Edda Werfel; Frankfurt/Main, Suhrkamp 1974), ISBN 3-518-00688-6.
- Государственный бюджет в новых условиях хозяйствования (1970).